# Corsaint
Corsaint település Franciaországban, Côte-d’Or megyében. Lakosainak száma 131 fő (2022. január 1.). Corsaint Fain-lès-Moutiers, Époisses, Athie, Bard-lès-Époisses, Corrombles, Jeux-lès-Bard, Moutiers-Saint-Jean, Pisy, Vassy-sous-Pisy és Guillon-Terre-Plaine községekkel határos.

## Népesség
A település népességének változása:
| Lakosok száma | 147  | 148  | 128  | 122  | 149  | 156  | 160  | 161  | 150  | 131  |
|               | 1968 | 1982 | 1999 | 2006 | 2011 | 2015 | 2017 | 2018 | 2020 | 2022 |